# Carl Reiner
Carl Reiner (født 20. marts 1922 i Bronx, New York, død 29. juni 2020 i Beverly Hills, Californien) var en amerikansk filminstruktør, skuespiller, komiker, manuskriptforfatter og forfatter, hvis karriere strakte sig over syv årtier. I sine tidlige år fungerede han som komiker fra 1950 til 1957 i fjernsynsudsendelser og skrev materiale til Your Show of Shows og Caesar's Hour, med Sid Caesar. I 1960'erne var han bedst kendt som skaber, producer, manuskriptforfatter og skuespiller i The Dick Van Dyke Show.
Reiner dannede en komikerduo med Mel Brooks i "2000 Year Old Man" og mevirkede i film som It's a Mad, Mad, Mad, Mad World (1963), The Russians Are Coming, the Russians Are Coming (1966), og Ocean's-filmserien (2001–2007). Han var medforfatter og instruktør nogle af Steve Martins første og mest succesfulde film, inklusive The Jerk (1979), og han instruerede også notable komidier som Where's Poppa? (1970), Oh, God! (1977) og All of Me (1984).
Reiner modtog mange priser, inklusive 11 Emmy Awards, én Grammy Award, og Mark Twain Prize for American Humor. Han blev indskrevet i Television Hall of Fame i 1999. Han var far til skuespilleren og instruktøren Rob Reiner, forfatteren Annie Reiner og kunstneren Lucas Reiner og farfar til Tracy Reiner.

## Filmografi

### Film
| År   | Titel                                            | Rolle                             | Noter                  | Ref    |
| ---- | ------------------------------------------------ | --------------------------------- | ---------------------- | ------ |
| 1959 | Happy Anniversary                                | Bud                               |                        | [ 8 ]  |
| 1959 | The Gazebo                                       | Harlow Edison                     |                        | [ 9 ]  |
| 1961 | Gidget Goes Hawaiian                             | Russ Lawrence                     |                        | [ 10 ] |
| 1963 | The Thrill of It All                             | German Officer / Cad / Cowboy     |                        | [ 11 ] |
| 1963 | It's a Mad, Mad, Mad, Mad World                  | Tower Controller at Rancho Conejo |                        | [ 12 ] |
| 1965 | John Goldfarb, Please Come Home!                 | cameo appearance                  | uncredited             |        |
| 1965 | The Art of Love                                  | Rodin                             |                        | [ 13 ] |
| 1966 | Alice of Wonderland in Paris                     | Anatole                           | voice                  | [ 14 ] |
| 1966 | Don't Worry, We'll Think of a Title              | Bald Bookstore Customer           | uncredited             | [ 15 ] |
| 1966 | The Russians Are Coming, the Russians Are Coming | Walt Whittaker                    |                        | [ 16 ] |
| 1967 | A Guide for the Married Man                      | Technical Adviser (Rance G.)      |                        | [ 17 ] |
| 1969 | The Comic                                        | Al Schilling                      |                        | [ 18 ] |
| 1969 | Generation                                       | Stan Herman                       |                        | [ 19 ] |
| 1973 | Your Show of Shows                               | Himself                           |                        | [ 20 ] |
| 1977 | Oh, God!                                         | Dinah's Guest                     |                        | [ 21 ] |
| 1978 | The End                                          | Dr. James Maneet                  |                        | [ 22 ] |
| 1979 | The Jerk                                         | Carl Reiner The Celebrity         |                        | [ 23 ] |
| 1981 | History of the World, Part I                     | God speaking to Moses             | voice, uncredited      |        |
| 1982 | Dead Men Don't Wear Plaid                        | Field Marshall VonKluck           |                        | [ 24 ] |
| 1987 | In the Mood                                      | Alan Brady, Newsreel Narrator     | voice, uncredited      |        |
| 1987 | Summer School                                    | Mr. Dearadorian                   |                        | [ 25 ] |
| 1990 | The Spirit of '76                                | Dr. Von Mobil                     |                        | [ 26 ] |
| 1993 | Fatal Instinct                                   | Judge Ben Arugula                 |                        | [ 27 ] |
| 1998 | Slums of Beverly Hills                           | Mickey                            |                        | [ 28 ] |
| 2000 | The Adventures of Rocky and Bullwinkle           | P. G. Biggershot                  |                        | [ 29 ] |
| 2001 | Ocean's Eleven                                   | Saul Bloom                        |                        | [ 30 ] |
| 2001 | The Majestic                                     | Studio Executive                  | voice                  | [ 31 ] |
| 2004 | Ocean's Twelve                                   | Saul Bloom                        |                        | [ 32 ] |
| 2006 | The Blue Elephant                                | Tian                              | voice                  |        |
| 2007 | Ocean's Thirteen                                 | Saul Bloom                        |                        | [ 33 ] |
| 2014 | Dumbbells                                        | Donald Cummings                   |                        | [ 34 ] |
| 2018 | Ocean's 8                                        | Saul Bloom                        | cameo (scenes deleted) | [ 35 ] |
| 2018 | Duck Duck Goose                                  | Larry                             | voice                  | [ 36 ] |
| 2019 | Toy Story 4                                      | Carl Reineroceros                 | voice                  | [ 37 ] |

#### Instruktør
| År   | Titel                     | Ref    |
| ---- | ------------------------- | ------ |
| 1966 | Enter Laughing            | [ 38 ] |
| 1969 | The Comic                 | [ 18 ] |
| 1970 | Where's Poppa?            | [ 39 ] |
| 1977 | Oh, God!                  | [ 40 ] |
| 1978 | The One and Only          | [ 41 ] |
| 1979 | The Jerk                  | [ 23 ] |
| 1982 | Dead Men Don't Wear Plaid | [ 24 ] |
| 1983 | The Man with Two Brains   | [ 42 ] |
| 1984 | All of Me                 | [ 43 ] |
| 1985 | Summer Rental             | [ 44 ] |
| 1987 | Summer School             | [ 25 ] |
| 1989 | Bert Rigby, You're a Fool | [ 45 ] |
| 1990 | Sibling Rivalry           | [ 46 ] |
| 1993 | Fatal Instinct            | [ 47 ] |
| 1997 | That Old Feeling          | [ 48 ] |

#### Manuskriptforfatter
| År   | Titel                     | Noter                             | Ref    |
| ---- | ------------------------- | --------------------------------- | ------ |
| 1963 | The Thrill of It All      |                                   | [ 11 ] |
| 1965 | The Art of Love           |                                   | [ 13 ] |
| 1966 | Enter Laughing            | with Joseph Stein                 | [ 38 ] |
| 1969 | The Comic                 | with Aaron Ruben                  | [ 18 ] |
| 1982 | Dead Men Don't Wear Plaid | with Steve Martin and George Gipe | [ 24 ] |
| 1983 | The Man with Two Brains   | with Steve Martin and George Gipe | [ 42 ] |
| 1989 | Bert Rigby, You're a Fool |                                   | [ 45 ] |

### Fjernsyn

#### Skuespiller
| År        | Titel                                                  | Rolle                                     | Noter                                             | Ref    |
| --------- | ------------------------------------------------------ | ----------------------------------------- | ------------------------------------------------- | ------ |
| 1950–1954 | Your Show of Shows                                     | Himself – Regular Performer               | Variety Series                                    | [ 49 ] |
| 1954–1957 | Caesar's Hour                                          | Various                                   | Variety Series                                    | [ 50 ] |
| 1958      | The Sid Caesar Show                                    | Woody Woodward                            | Variety Series                                    |        |
| 1961–1966 | The Dick Van Dyke Show                                 | Alan Brady                                | 32 episodes                                       | [ 51 ] |
| 1970–1972 | Rowan & Martin's Laugh-In                              | Guest Performer                           | 3 episodes                                        |        |
| 1971      | Night Gallery                                          | Professor Peabody                         | Segment: Professor Peabody                        |        |
| 1974      | The Carol Burnett Show                                 | Various characters                        | Episode: 7.17                                     |        |
| 1975      | The 2000 Year Old Man                                  | Interviewer (voice)                       | TV Special                                        | [ 52 ] |
| 1976      | Good Heavens                                           | Mr. Angel                                 | 13 episodes                                       | [ 53 ] |
| 1993      | Frasier                                                | Roger (voice)                             | Episode: Selling Out                              |        |
| 1995      | Mad About You                                          | Alan Brady                                | Episode: The Alan Brady Show                      | [ 53 ] |
| 1996      | The Right to Remain Silent                             | Norman Friedler                           | TV Movie                                          |        |
| 1997–2000 | King of the Hill                                       | Garry Kasner (voice)                      | 2 episodes                                        |        |
| 1997      | The Larry Sanders Show                                 | Carl Reiner                               | Episode: The Roast                                |        |
| 1998      | Disney's Hercules: The Animated Series                 | Prometheus (voice)                        | Episode: Hercules and the Prometheus Affair       |        |
| 2000      | Globehunters: An Around the World in 80 Days Adventure | Maz (voice)                               | TV Movie                                          |        |
| 2002–2005 | The Bernie Mac Show                                    | Himself / Neighbor                        | 3 episodes                                        |        |
| 2002      | Crossing Jordan                                        | Harry Macy                                | Episode: For Harry, with Love & Squalor           |        |
| 2002      | Ally McBeal                                            | Johnson Buck                              | Episode: Bygones                                  | [ 54 ] |
| 2002–2003 | Life with Bonnie                                       | Mr. Portinbody                            | 3 episodes                                        | [ 55 ] |
| 2004–2005 | Father of the Pride                                    | Sarmoti (voice)                           | 15 episodes                                       | [ 56 ] |
| 2005      | Boston Legal                                           | Milton Bombay                             | Episode: Let Sales Ring                           | [ 57 ] |
| 2009      | House M.D.                                             | Eugene Schwartz                           | Episode: Both Sides Now                           | [ 58 ] |
| 2009–2014 | Two and a Half Men                                     | Marty Pepper                              | 4 episodes                                        | [ 59 ] |
| 2009      | Merry Madagascar                                       | Santa (voice)                             | Short                                             | [ 60 ] |
| 2010      | The Penguins of Madagascar                             | Santa Claus (voice)                       | Episode: The All Nighter Before Christmas         |        |
| 2010–2014 | Hot in Cleveland                                       | Max                                       | 8 episodes                                        | [ 53 ] |
| 2010–2011 | The Cleveland Show                                     | Murray (voice)                            | 4 episodes                                        | [ 61 ] |
| 2011–2015 | American Dad                                           | Irv / Mailbox #1 (voices)                 | 2 episodes                                        |        |
| 2012      | Parks and Recreation                                   | Ned Jones                                 | Episode: Campaign Shake-Up                        | [ 62 ] |
| 2012      | Comedians in Cars Getting Coffee                       | Himself                                   | Episode: I Want Sandwiches, I Want Chicken        | [ 63 ] |
| 2014      | Bob's Burgers                                          | Henry (voice)                             | Episode: Father of the Bob                        | [ 64 ] |
| 2014–2015 | Jake and the Neverland Pirates                         | Captain Treasure Tooth (voice)            | 4 episodes                                        | [ 65 ] |
| 2015      | WordGirl                                               | Blue Blazer (voice)                       | Episode: The Good, Bad Old Days/World's Best Dad? |        |
| 2015      | Shimmer and Shine                                      | Santa Claus (voice)                       | Episode: Santa's Little Genies                    | [ 66 ] |
| 2016      | Family Guy                                             | Old Man / Fantasy Baseball Coach (voices) | 2 episodes                                        |        |
| 2016      | Justice League: Action                                 | The Wizard (voice)                        | Episode: Shazam Slam Part 1                       | [ 67 ] |
| 2017      | If You're Not in the Obit, Eat Breakfast               | Himself                                   | Documentary                                       | [ 53 ] |
| 2017      | Young & Hungry                                         | Bernie                                    | Episode: Young & Vegas Baby                       | [ 68 ] |
| 2018      | Angie Tribeca                                          | Glenn-Allen Mixon                         | Episode: Behind the Scandalabra                   | [ 69 ] |
| 2019      | Forky Asks a Question                                  | Carl Reineroceros (voice)                 | Episode: What Is Love                             | [ 70 ] |

#### Instruktør
| År        | Titel                      | Noter                     |
| --------- | -------------------------- | ------------------------- |
| 1967      | Good Morning World         | 4 episodes                |
| 1971–1974 | The New Dick Van Dyke Show | 10 episodes               |
| 1973      | A Touch of Grace           | episode: A Touch of Grace |
| 1976      | Good Heavens               | 7 episodes                |

#### Forfatter
| År        | Titel                            | Noter                       | Ref    |
| --------- | -------------------------------- | --------------------------- | ------ |
| 1954–1957 | Caesar's Hour                    | 3 episodes                  |        |
| 1959–1960 | The Dinah Shore Chevy Show       | 11 episodes                 |        |
| 1961–1966 | The Dick Van Dyke Show           | 158 episodes; also creator  | [ 51 ] |
| 1962      | The Comedy Spot                  | 1 episode; also creator     |        |
| 1971–1974 | The New Dick Van Dyke Show       | 72 episodes; also creator   |        |
| 1973      | Lotsa Luck                       | 22 episodes; also creator   |        |
| 1975      | The 2000 Year Old Man            | with Mel Brooks             | [ 52 ] |
| 2004      | The Dick Van Dyke Show Revisited | Creator                     |        |
| 2010–2011 | The Cleveland Show               | Episode: Your Show of Shows |        |

### Teater
| År   | Titel                 | Rolle                          | Teater                | Noter  |
| ---- | --------------------- | ------------------------------ | --------------------- | ------ |
| 1948 | Inside U.S.A.         | Performer – Various Characters | Majestic Theatre      | [ 71 ] |
| 1950 | Alive and Kicking     | Performer – Various Characters | Winter Garden Theatre | [ 72 ] |
| 1967 | Something Different   | Playwright, Director           | Cort Theatre          | [ 73 ] |
| 1972 | Tough to Get Help     | Director                       | Royale Theatre        | [ 74 ] |
| 1976 | So Long, 174th Street | Original Source Material by    | Harkness Theatre      | [ 75 ] |
| 1980 | The Roast             | Director                       | Winter Garden Theatre | [ 76 ] |